# Emil Guntermann

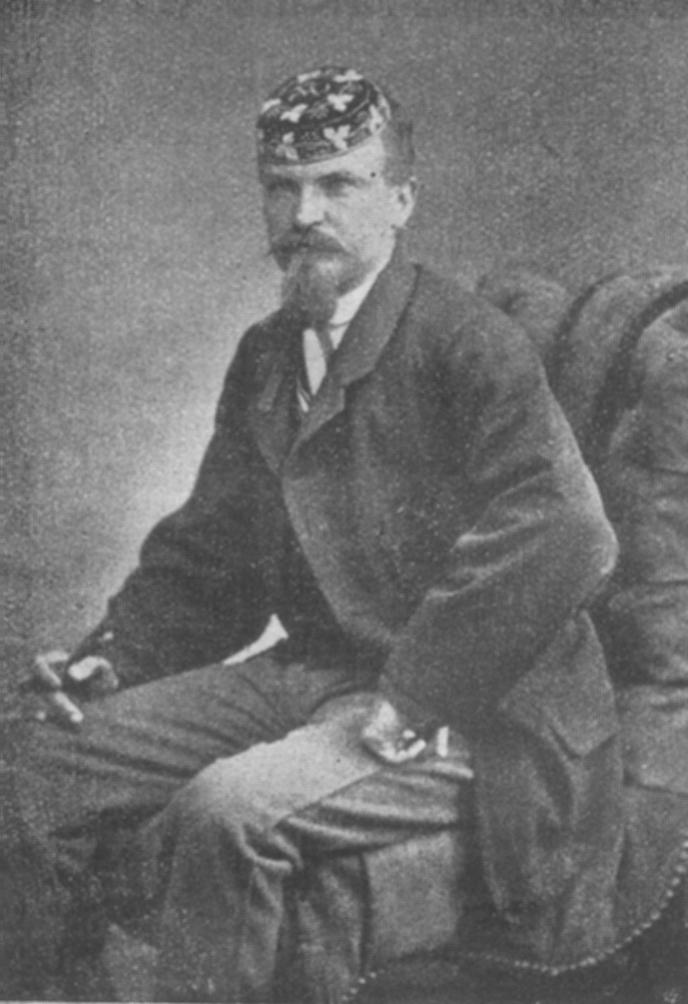
Guntermann in Prag (1867)

Emil Guntermann (* 1. September 1839 in  Oberleutensdorf, Böhmen; † 11. März 1918 in Oberhirzing bei Kitzbühel) war ein österreichischer Rechtsanwalt und Abgeordneter in Böhmen.

## Leben
Guntermann studierte an der Karls-Universität Prag Rechtswissenschaft. Von 1862 bis 1864 war er im Corps Moldavia I aktiv. Er focht sechs Mensuren auf Schläger und trug zwei Säbelduelle und ein Pistolenduell aus. Er zeichnete sich als Consenior und (letzter) Senior des Corps aus. Mit seinem Corpsbruder Thomas Kemter wechselte er an die Universität Innsbruck, wo beide im Corps Rhaetia aktiv wurden. Als Unterjäger der Innsbrucker Studentenkompanie nahm er 1866 im Rhaetierzug am Feldzug gegen Italien teil. Bei Rhaetia  wurde er am 28. Februar 1867 Alter Herr. In Innsbruck  wurde er 1868 zum Dr. jur. promoviert.
1875 als Advokat in Brüx zugelassen, wurde er 1898 als Substitut nach Görkau bestellt. Dort war er bis 1917 Advokat. In seiner 40-jährigen Anwaltstätigkeit, als 1. Stadtrat in Görkau und als Obmann des Deutschen Schulvereins engagierte er sich für das Deutschtum im Königreich Böhmen. Ab dem 29. September 1886 saß er im  Böhmischen Landtag. Er war deutsch-liberal eingestellt und stand Georg von Schönerer eher gegnerisch gegenüber. Am 26. Januar 1887 und am 14. November 1889 für ausgetreten erklärt, legte er das Mandat am 16. Oktober 1892 nieder. Er starb mit 79 Jahren auf seinem Landgut in Oberhirzing, das ihm lange als Sommersitz gedient hatte. Er hinterließ einen Sohn und mehrere Töchter. Beerdigt wurde er auf dem Alten Friedhof an der Liebfrauenkirche Kitzbühel. Das Grab ist erhalten.

## Ehrungen
- Kriegsmedaille (Österreich)

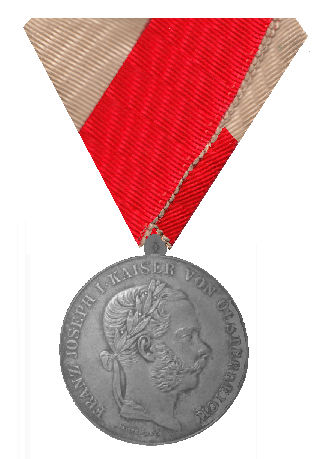
Denkmünze

- Denkmünze an die Tiroler Landesverteidigung von 1866